# 사회봉사명령
사회봉사명령이란 유죄가 인정된 범죄자에 대하여 교도소등에 구금하는 대신 정상적인 생활을 하면서 일정시간 무보수로 사회에 유익한 근로를 하도록 명하는 제도이다. 가정폭력범죄의 처벌 등에 관한 특례법이 정한 보호처분 중의 하나인 사회봉사명령은 가정폭력범죄를 범한 자에 대하여 환경의 조정과 성행의 교정을 목적으로 하는 것으로서 형벌 그 자체가 아니라 보안처분의 성격을 가지는 것이 사실이다. 그러나 한편으로 이는 가정폭력범죄행위에 대하여 형사처벌 대신 부과되는 것으로서, 가정폭력범죄를 범한 자에게 의무적 노동을 부과하고 여가시간을 박탈하여 실질적으로는 신체적 자유를 제한하게 되므로, 이에 대하여는 원칙적으로 형벌불소급의 원칙에 따라 행위시법을 적용함이 상당하다.

## 역사
죄질이 경미하거나 집행유예·가석방 등으로 풀려나는 범죄인에 대하여 일정 기간 동안 무보수로 다양한 봉사활동에 종사하도록 하는 형벌의 일종이다. 1972년 영국의 형사재판법을 효시로 선진국에서 활발히 시행되어 큰 교정효과를 거두고 있다. 한국은 1989년 7월 개정된 소년법에 따라 보호관찰 결정과 함께 사회봉사명령을 내릴 수 있다. 법무부가 1992년 국회에 제출한 형사법개정안에도 부분적으로 도입하여 집행유예를 선고할 때 사회봉사명령을 내릴 수 있게 하였다.

## 판례
- 형의 집행을 유예하면서 피고인에게 유죄로 인정된 범죄행위를 뉘우치거나 그 범죄행위를 공개하는 취지의 말이나 글을 발표하도록 하는 내용의 사회봉사명령은 위법하다.[4]

## 참고 문헌
- 김재윤, 손동권, 『새로운 형법각론』, 율곡출판사, 2013. ISBN 9788997428342

## 같이 보기
- 집행유예
- 선고유예
- 수강명령
- 자격정지